# Années 1950 en France

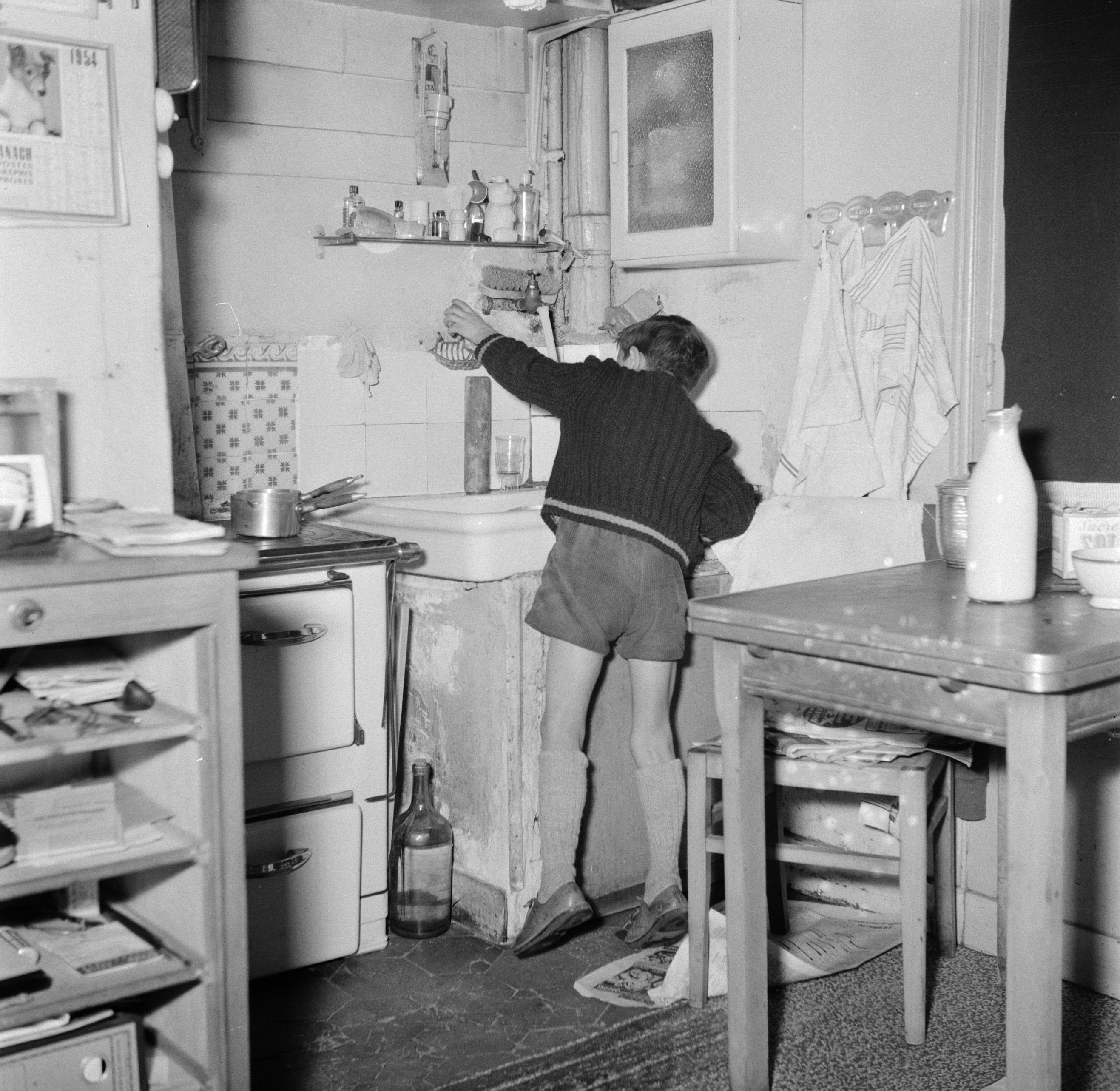
Coin-cuisine dans une loge de concierge à Paris photographiée, en 1954, par Willem van de Poll. Beaucoup de français durant cette décennie continuent de souffrir du mal-logement.

## 1950
- 11 février : Création du salaire minimum interprofessionnel garanti (SMIG).
- 9 mai : Plan Robert Schuman sur l'Europe, proposant le pool charbon acier (CECA, Communauté  européenne du charbon et de l'acier).
- 8 octobre : Défaite française à la bataille de Caobang en Indochine.
- 6 décembre : Le général de Lattre de Tassigny est nommé Haut-Commissaire en Indochine.

## 1951
- 24 novembre : Départ du premier voyage du navire de recherche et de découverte Calypso du commandant Cousteau.
- 7 mai : Loi sur les apparentements des partis politiques.
- 23 juillet : Mort de Pétain sur l'Île-d'Yeu.
- 11 août : Investiture du deuxième gouvernement René Pleven.
- 19 décembre : Découverte du gaz de Lacq.

## 1952
- 11 janvier : À la mort du maréchal de Lattre de Tassigny, le général Salan devient commandant en chef des forces armées françaises en Indochine.
- 6 mars : Investiture du gouvernement Antoine Pinay.
- 28 mai : Importantes manifestations des communistes contre le général américain Matthew Ridgway, nouveau commandant des forces de l'OTAN, accusé de crimes de guerre en Corée.
- 5 août : Découverte des corps de la famille Drummond (affaire Dominici).
- 4 septembre : Condamnation des communistes André Marty et Charles Tillon par le PCF.
- 25 octobre : Inauguration du barrage de Donzère-Mondragon.
- 28 octobre : L'Assemblée nationale vote l'amnistie des faits de collaboration.
- 2 décembre : Victoire française de Na-San en Indochine. Les enseignements tirés de cette défaite Việt Minh ont permis au général Giáp de gagner la bataille de Điện Biên Phủ.

## 1953
- 8 janvier : Investiture du gouvernement René Mayer.
- 16 mai : Lancement de L'Express par Jean-Jacques Servan-Schreiber et Françoise Giroud.
- 26 juin : Investiture du gouvernement Joseph Laniel.
- Juillet : Enquête parlementaire sur le trafic de piastres.
- 23 octobre : Accords de Paris mettant officiellement fin à l'état de guerre avec l'Allemagne.
- 20 novembre : Dans le cadre de l'opération Castor, deux bataillons de parachutistes français sautent sur Ðiện Biên Phủ.
- 23 décembre : Élection au suffrage indirect de René Coty à la présidence de la République.

## 1954
- 7 janvier : Investiture de René Coty à la présidence de la République.
- 5 février : Encerclement de Ðiện Biên Phủ par le Việt Minh.
- 13 mars : Déclenchement de l'assaut du Việt Minh sur Ðiện Biên Phủ.
- 23 mars : Création des Compagnons d'Emmaüs par l'abbé Pierre.
- 10 avril : Loi instaurant la TVA.
- 7 mai : Reddition de l'armée française à Điện Biên Phủ.
- 12 juin : Démission de Joseph Laniel de la présidence du Conseil.
- 18 juin : Investiture du gouvernement Pierre Mendès France.
- 21 juillet : Signature des accords de Genève mettant fin à la guerre d'Indochine.
- 31 juillet : Pierre Mendès France prononce le discours de Carthage sur l'acceptation de l'autonomie de la Tunisie.
- 30 août : Rejet de la Communauté européenne de défense (CED) par l'Assemblée nationale.
- 1er novembre : Toussaint rouge, début de la guerre d'Algérie.
- 13 novembre : Décrets limitant le régime des bouilleurs de crus, mesure contre l'alcoolisme.

## 1955
- 5 février : chute du gouvernement Pierre Mendès France.
- 23 février : investiture du gouvernement Edgar Faure.
- 2 avril : loi sur l'état de siège en Algérie.
- 27 mai : la Sud-Aviation SE 210 Caravelle effectue, depuis Toulouse, son premier vol ; elle est au monde le premier biréacteur civil produit en série et le premier jet proposé sur le marché court et moyen-courrier.
- 3 juin : autonomie interne de la Tunisie.
- 7 octobre : présentation de la très innovante Citroën DS au salon de l'automobile de Paris.
- 2 décembre : dissolution de l'Assemblée nationale par le président du Conseil Edgar Faure.
- 8 décembre : création du Front républicain par Guy Mollet, Pierre Mendès France, François Mitterrand et Jacques Chaban-Delmas.

## 1956
- 2 janvier : Élections législatives, percée du poujadisme.
- 1er février : Début du gouvernement Guy Mollet.
- 28 février : Instauration d'une troisième semaine de congés payés.
- 2 mars : Indépendance du Maroc.
- 20 mars : Indépendance de la Tunisie.
- 12 avril : Prolongation du service militaire de six à neuf mois.
- 24 octobre : Enlèvement par l'armée du leader indépendantiste algérien Ben Bella.
- 29 octobre-6 novembre : Intervention contre l'Égypte, aux côtés du Royaume-Uni et d'Israël, au cours de la crise de Suez.

## 1957
- 7 janvier : Octroi des pleins pouvoirs au général Jacques Massu lors de la bataille d'Alger.
- 25 mars : Signature du Traité de Rome instaurant la CEE.
- 21 mai : Chute du gouvernement Guy Mollet.

## 1958
- 13 mai : Constitution d'un comité de salut public par le général Massu, en vue du maintien de l'Algérie française.
- 1er juin : Nomination de Charles de Gaulle à la présidence du Conseil.
- 4 juin : Discours de de Gaulle en voyage à Alger : "Je vous ai compris !"
- Constitution du 4 octobre, texte fondateur de la Ve République
- 28 septembre : approbation de la constitution de la Cinquième République par référendum (82,06 % des suffrages exprimés).
- 2 octobre : indépendance de la Guinée
- 4 octobre : promulgation des résultats du référendum. La Quatrième République prend fin et la Cinquième République la remplace le lendemain.
- 23 novembre : premier tour des élections législatives
- 30 novembre : deuxième tour
- 21 décembre : élection de Charles de Gaulle au mandat de Président de la République, la seule de ce régime a ne pas s'être déroulée au suffrage universel direct.

## 1959
- 8 janvier : nomination de Michel Debré au poste de Premier ministre.
- 2 décembre : la rupture du barrage de Malpasset fait 423 morts et des dégâts matériels considérables.

## Mode
La mode des années 1950 en France marque de profonds bouleversements après les années de guerre. La haute couture va connaitre son second âge d'or durant toute la décennie et redonner à Paris la place centrale qu'elle occupait depuis le milieu du XIXe siècle, donnant ainsi à la mode française une influence mondiale à tous les niveaux, jusque dans la rue ; tous les regards sont tournés vers la capitale où le mot « élégance » est la seule règle. Cette époque est marquée par les grands couturiers Christian Dior en tout premier lieu, Cristóbal Balenciaga, Jacques Fath, Pierre Balmain et Hubert de Givenchy. Pour le quotidien, la mode est toujours réalisée par des couturières de quartier ou chez soi, copiant parfois les modèles de la haute couture qui sont diffusés plus largement. Symboliquement, la mode des années 1950 débute un matin de février 1947, date connaissant un défilé historique qui révolutionne le vêtement et l'image de la femme. Celle-ci voit sa taille se cintrer, ses jupes rallonger et sa silhouette mise en valeur, oubliant le style informe des années de guerre ; le chapeau et le manteau sont des éléments indispensables à sa garde-robe. Alors que la femme doit tenir son foyer, la jeune génération, plus libre, s'approprie les codes de la couture ou invente ses propres styles. À la fin de cette période, la taille a disparu, les lignes sont plus floues. De son côté, la mode masculine évolue de façon moins significative, le costume restant de rigueur pour de multiples occasions, bien que le sportswear progresse. Les fibres synthétiques ont envahi la confection. L’élitiste haute couture n'étant pas suffisante pour faire vivre une maison de couture, les couturiers développent, à grand renfort de publicités, parfums et lignes secondaires luxueuses, prémices du prêt-à-porter qui va déferler la décennie suivante.  